# Peter Mokaba
Peter Mobaka (Pietersburg, Transvaal, Sudáfrica; 7 de enero de 1959-Johannesburgo, Gauteng, Sudáfrica; 9 de junio de 2002) fue un activista y político, miembro del Parlamento Sudafricano, viceministro de Asuntos Ambientales y Turismo en el gobierno de Nelson Mandela y célebre activista político de la sección juvenil del Congreso Nacional Africano (el CNA, actual partido gobernante). El Estadio de Polokwane, utilizado en el Mundial de Fútbol de 2010 toma su nombre.

## Biografía
Fue un activo militante en la lucha contra el apartheid, sin embargo, fue también el autor del lema y canción «dubulu iBhunu» («Mata a los bóeres, mata a los granjeros»), un llamado al asesinato de descendientes de inmigrantes neerlandeses. Himno del Congreso Nacional Africano, actualmente está proscrita por los tribunales sudafricanos al incitar el odio racial.
En el momento de su muerte, había sido nombrado para dirigir la campaña electoral del CNA en 2004. A su funeral asistieron los expresidentes sudafricanos Thabo Mbeki y Nelson Mandela, así como el presidente en ejercicio, Jacob Zuma. La multitud reunida coreó «¡Mata a los bóeres, mata a los campesinos!» cuando su ataúd entró en el estadio donde era velado.
Falleció por «problemas respiratorios» causados por una neumonía, a la edad de 43 años. La forma en que su estado se agravó abruptamente por una enfermedad fácilmente tratable, y a su edad, abrió dudas sobre una posible infección del VIH. Sin embargo, el CNA desmintió el contagio. Irónicamente, durante su vida política fue un «negacionista» del SIDA, doctrina convertida en política en Sudáfrica durante buena parte del Gobierno de Thabo Mbeki, de 1999 a 2008, que afirma que esa enfermedad no existe y que se debe a problemas alimenticios. Tras el apoyo de estas teorías, Sudáfrica sufrió una grave crisis humanitaria, que causó la muerte de más de un millón de personas. Actualmente, Sudáfrica es el país con más personas infectadas con el VIH/SIDA en el mundo.
El Estadio de Polokwane, uno de los cinco nuevos estadios construidos para el Mundial de Fútbol de 2010, ubicado en su ciudad natal (anteriormente Pietersburg) fue nombrado en su conmemoración, en reconocimiento a su espíritu de lucha y liderazgo contra el racismo, pero que produjo varias polémicas.AfriForum, una organización civil que defiende los derechos de los bóeres, llamó a una campaña en contra de la adjudicación del nombre de Peter Mokaba al nuevo estadio:

Imagina si un estadio para la Copa del Mundo en Alemania hubiese sido llamado Estadio Adolf Hitler. ¿Alemania lo hubiera permitido? ¿o la FIFA?

(...) Peter Mokaba (...) influenció al gobierno sudafricano a negar la existencia del VIH/SIDA.
Más de 2.000 granjeros han sido brutalmente asesinados a causa de lo que Mokaba representaba, y más del 10% de la población sudafricana es seropositiva.

La FIFA le debe a las familias de los granjeros sudafricanos asesinados y a las víctimas del VIH/SIDA una disculpa.
Afriforum